# Turó de la Ciutat
El Turó de la Ciutat és una muntanya de 885 metres que es troba al municipi de Ribera d'Urgellet, a la comarca de l'Alt Urgell.